# Magistrat Ostrowski
Der Magistrat Ostrowski bildete vom 5. Dezember 1946 bis 8. Mai 1947 die Regierung von Groß-Berlin unter Otto Ostrowski.
| Amt                                          | Name                                                           | Partei |
| -------------------------------------------- | -------------------------------------------------------------- | ------ |
| Oberbürgermeister                            | Otto Ostrowski (Rücktritt am 17. April 1947)                   | SPD    |
| 1. Bürgermeister                             | Ferdinand Friedensburg                                         | CDU    |
| 2. Bürgermeister                             | Heinrich Acker                                                 | SED    |
| 3. Bürgermeisterin                           | Louise Schroeder                                               | SPD    |
| Stadtrat für Arbeit                          | Waldemar Schmidt                                               | SED    |
| Stadtrat für Bau- und Wohnungswesen          | Karl Bonatz                                                    | SPD    |
| Stadtrat für Ernährung                       | Paul Füllsack                                                  | SPD    |
| Stadtrat für Finanzen                        | Otto Ernst, keine Bestätigung durch Alliierte Kommandantur     | CDU    |
| Stadtrat für Gesundheitswesen                | Bruno Harms                                                    | LDP    |
| Stadträtin für Jugendfragen                  | Erna Maraun, keine Bestätigung durch Alliierte Kommandantur    | SPD    |
| Stadtrat für Personal und Verwaltung         | Otto Theuner                                                   | SPD    |
| Stadtrat für Post- und Fernmeldewesen        | Carl Delius, keine Bestätigung durch Alliierte Kommandantur    | LDP    |
| Stadtrat für Post- und Fernmeldewesen        | Hugo Holthöfer, ab 16. Januar 1947                             | LDP    |
| Stadtrat für Recht                           | Friedrich Haas, bis 19. Dezember 1946                          | CDU    |
| Stadtrat für Recht                           | Thomas Schaefer, 16. Januar 1947 – 5. Februar 1947             | CDU    |
| Stadtrat für Recht                           | Valentin Kielinger, ab 3. April 1947                           | CDU    |
| Stadträtin für Sozialwesen                   | Margarete Ehlert                                               | CDU    |
| Stadtrat für Städtische Betriebe             | Erich Lübbe                                                    | SED    |
| Stadtrat für Bau- und Wohnungswesen          | Ernst Reuter, kommissarisch                                    | SPD    |
| Stadtrat für Verkehr und Versorgungsbetriebe | Ernst Reuter                                                   | SPD    |
| Stadtrat für Volksbildung und Kunst          | Siegfried Nestriepke                                           | SPD    |
| Stadtrat für Wirtschaft, Handel und Handwerk | Gustav Klingelhöfer                                            | SPD    |
| Stadtrat für Sicherung der Demokratie        | Johannes Stumm, keine Bestätigung durch Alliierte Kommandantur | SPD    |